# 体重計

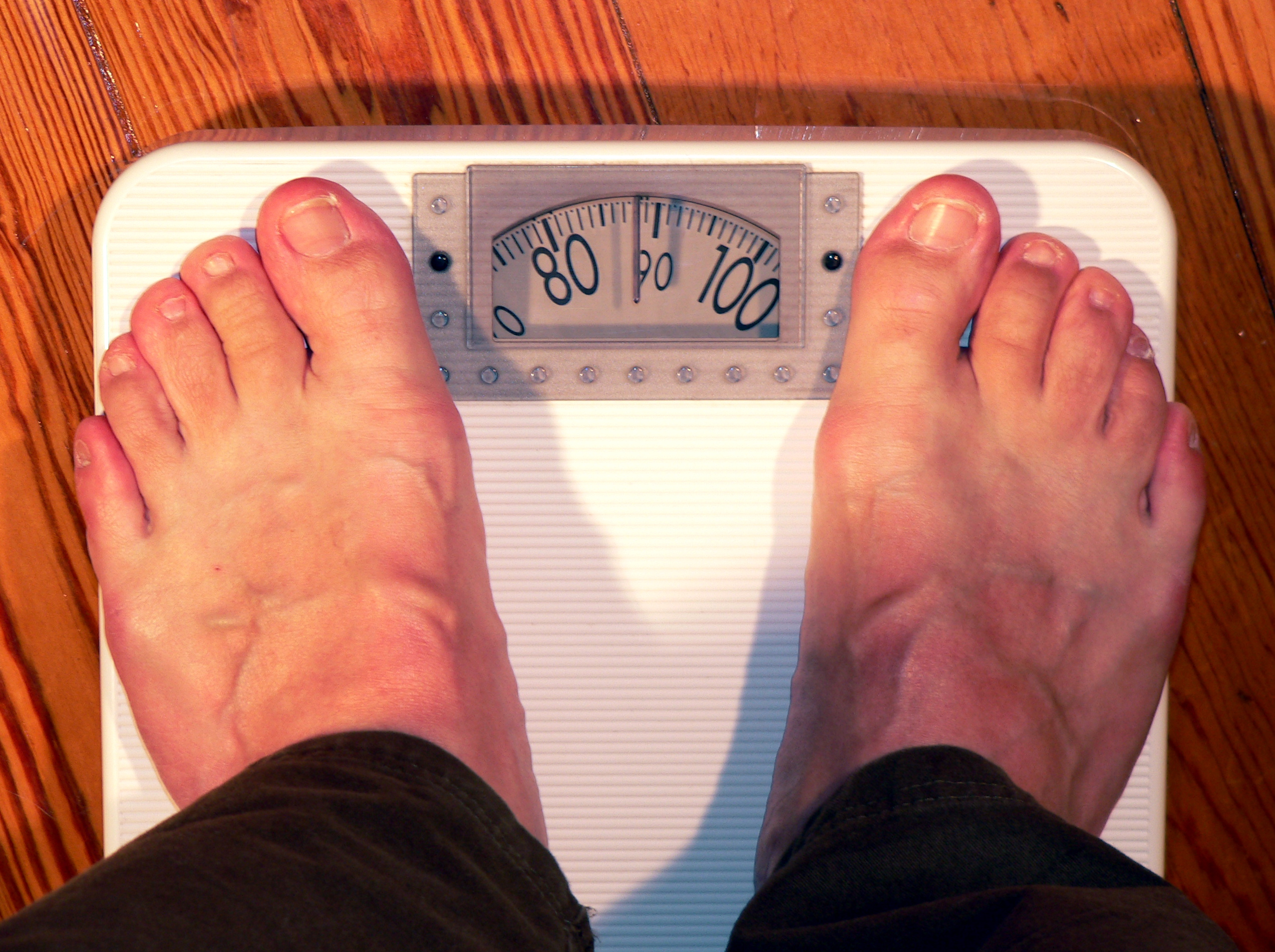
体重計

体重計（たいじゅうけい、bathroom scale）は、質量計の一種であり、体重（人間や動物の質量）を測定する計量器である。家庭用の体重計はヘルスメーターとも言う。

## 体重計が示す物理量
体重計が測定する物理量（つまり体重計の示度）は、体の質量（単位はキログラム（kg）、グラム（g））である。しかし、初等教育の現場では、体重計が何を測るのかについてしばしば混乱があり、体の重量（物理量は力、単位はニュートン（N））を測っているのではないかとの誤解がある。
この誤解の根本原因は、家庭用体重計の多くではばねばかり式が採用されていることにある。つまり、体重計では、体重（人体の質量、単位はキログラム）が地球上の重力加速度によってバネに及ぼす圧縮力（単位はニュートン）とバネの伸び縮みが比例するフックの法則によって、この圧縮力（単位はニュートン）、つまり力（単位はニュートン）を測っているのではないかというように誤解されているのである。
上記のことは、計量の分野においても、50年間にわたり議論がされてきたことであり、誤解があるのもやむを得ない点があるが、現在では計量界でも、体重計だけでなくバネばかりの原理を応用するどのような秤でも、それが測定する物理量は、質量（単位はキログラム）であることで見解が一致している。
地球上でバネばかりが原理的に検出している物理量は、力（単位はニュートン）であることは確かであるが、秤の実際の目盛に示している物理量としては、この力の量を質量の値に変換することで、体重（質量、単位はキログラム）の値を表示しているのである。詳細は、秤#秤が測る物理量とはを参照。

## 使用法

1970年代頃まで使われていた乳児用の体重計（ベビースケール）

体重計は、通常、その上に立って乗ることによって体重を計測する仕様になっている。しかし、疾病などで通常の体重計に乗れない場合は、特殊な体重計を使用する場合もあるし、子供の場合は大人が子供を抱きかかえて体重計に乗った後で大人の体重を差し引くという方法を使う場合もある。なお、特に子供の場合、体重に応じて使用する薬剤の量や輸液の量を調節せねばならないために、投薬や輸液が必要な場合、体重計を使って体重を調べる必要が出てくる。ちなみに、母乳で保育している新生児（乳児）の場合、どれだけの母乳を飲んだかを知るために、授乳前と授乳後でそれぞれ体重を量るといったことが行われる場合もある。また、学校や職場の健康診断では、業務用の体重計や水平型の体重計を使用しているところが多い。銭湯や旅館などの大浴場でも、業務用や水平型の体重計を使っているところが多い。
2000年代以降は、体重を計測すると同時に、体脂肪率やBMIを計れるもの（体組成計）が登場した。

## 証明に用いる体重計

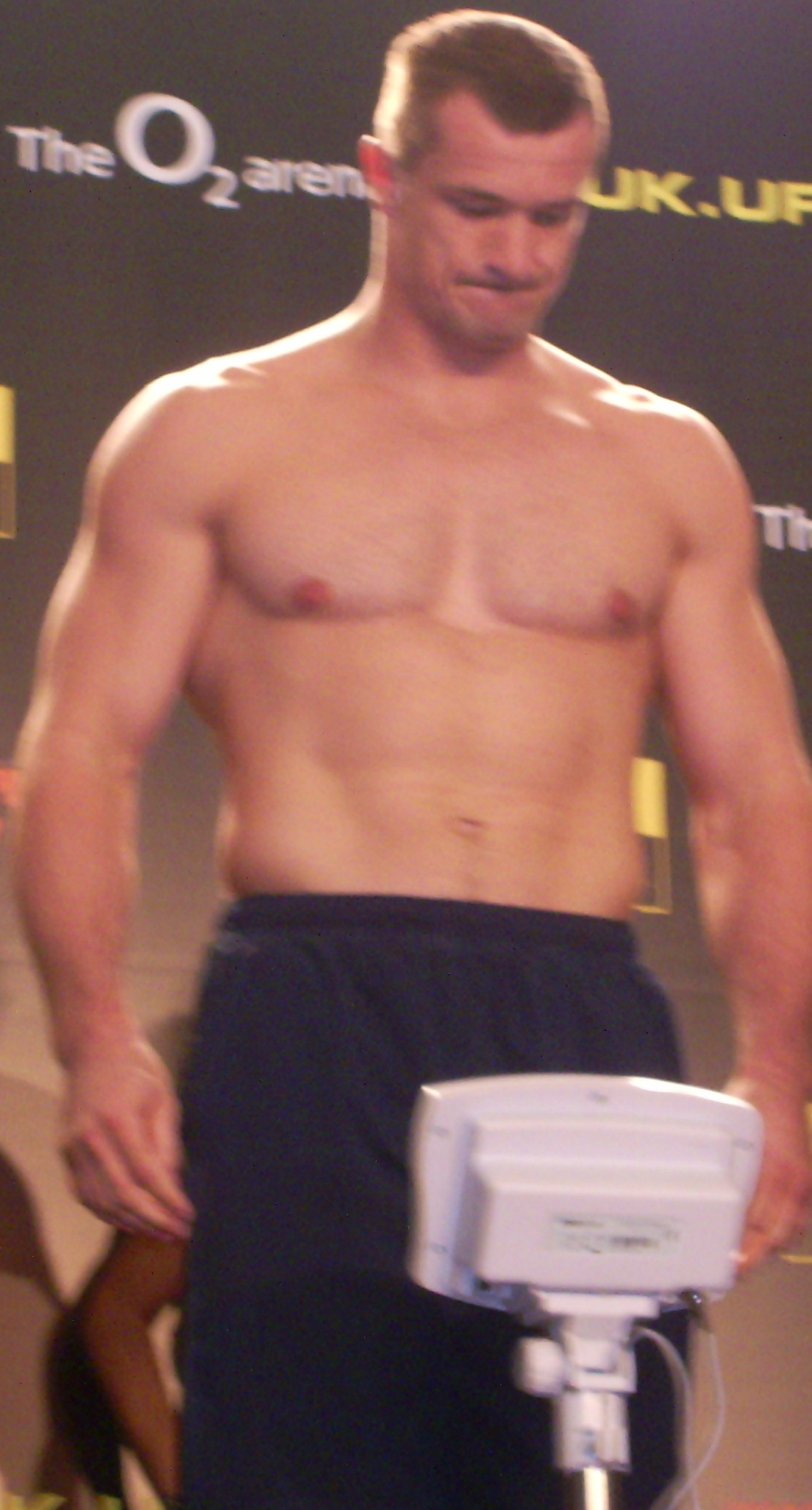
試合前に計量を行うミルコ・クロコップ

検診、公的な記録の作成・証明（計量法での証明に当たるもの）などに使用されるものは、計量法により特定計量器として都道府県又は計量特定市が実施する2年に1回の定期検査を受検することを要し、またそれらは検定証印又は基準適合証印が付されているものでなければならない。
家庭用体重計には、技術基準に適合して製作されていることを示す家庭用計量器の正マークが表示されているが、検定証印や基準適合証印は付されておらず、定期検査の対象とはならない。ただし、当然に、取引や証明に係る行為には使用できない。
しかし、家庭用計量器においても、デジタル式のものが流通するにつれ、ばね式指示はかり等の機械式はかり（検定・定期検査を経たもの）よりも「精密」であると認識されてしまい、取引や証明、とりわけ証明の分野で使用されていることが多い。これは、明確に計量法に違反する行為であり、計量行政機関（都道府県・計量特定市）による指導・取締りを要する状況が広がっているが、経済産業省周辺では、家庭用計量器というカテゴリーそのものを見直す動きも進んでいる。

## 地域による補正
地球上では地球の自転による遠心力が働くため、赤道に近いほど重力加速度は小さくなる。日本国内では北と南で約1/800の重力差（体重100kgで100g以上の差）があり、これを補正するため、100g単位の精度で計測できる体重計では、（12地域にわたる）地域設定機能を備えたものが多い。また、地域設定機能がない場合でも、北海道用、沖縄用、本土用の3種類の体重計が予め用意されている。

## 国際宇宙ステーションの体重計
国際宇宙ステーションは無重力のため、地球で一般的に使われている体重計は使えない。そのため、国際宇宙ステーションでは、縮めたバネが押し返される時の勢いを体重に換算して、計測している。

## 兵器としての利用
- ブービートラップ
- 対戦車地雷のセンサー

## 自動販売機
硬貨を投入して利用する有料体重計は、サービスを提供する自動販売機の草創期から存在する。日本で最初に導入された自動販売機も体重計であり、1876年7月頃から上野恩賜公園内に設置されていたものと考えられている。

## 主なメーカー
- タニタ
- オムロン ヘルスケア
- エー・アンド・デイ